# Daniela Peštová
Daniela Peštová (Teplice, 14 ottobre 1970) è una supermodella ceca.

## Carriera
Nata in Cecoslovacchia, Daniela Peštová viene scoperta dalla agenzia Madison Modeling di Dominique Caffin. Dopo aver vinto un concorso di bellezza, la Peštová si trasferisce a Parigi per firmare un contratto con la Madison Modelling Agency, per poi trasferirsi nuovamente a New York dove comincia la sua carriera.
Compare sulle copertine di importantissime riviste di moda come GQ, Marie Claire, Cosmopolitan, Glamour, Elle, Vogue e Sports Illustrated Swimsuit Issue. Contemporaneamente è la testimonial della L'Oréal e di Victoria's Secret.
Nonostante la sua carriera sia basata su lavori molto più redditizi come Victoria's Secret, ha comunque calcato le passerelle di alta moda per le maison Giorgio Armani, Genny, Mario Valentino, Prada, Ralph Lauren, Christian Dior, Genny, Blumarine, Michael Kors, Max Mara e prestato il proprio volto per le campagne pubblicitarie di Givenchy, Christian Dior, Nicole Miller, Avon, Revlon e altre.
Soprannominata "il camaleonte" per i suoi continui cambi di look, nel 2012 presenta per le tv Nova e Markíza la versione ceco-slovacca di MasterChef.

## Vita privata
La Peštová ha sposato Tommaso Buti, ex direttore e socio principale di Fashion Cafè nel 1995, dal quale ha avuto un figlio, Yannick Fausto nel 1996. La coppia ha poi divorziato nel 1998. In seguito la modella ha avuto una figlia nel 2002, Ella, e un altro figlio nel 2009 con il suo partner attuale, il cantante slovacco Pavol Habera.

## Agenzie
- NEXT Model Management - Parigi
- Czechoslovak Models
- Visage Model Management - Svizzera
- Women Direct - New York